# Хуртей
Хуртей (рос. Хуртэй) — селище Кіжингинського району, Бурятії Росії. Входить до складу Сільського поселення Чесанський сомон.
Населення — 859 осіб (2015 рік).